# فدریکا ۱۲۸۱۷
سیارک ۱۲۸۱۷ (به انگلیسی: 12817 Federica، نامگذاری:1996FM16) دوازده هزار و هشتصد و هفدهمین سیارک کشف شده‌است که در ۲۲ مارس ۱۹۹۶ کشف شد.
قدر مطلق سیارک برابر ۲۸.۲ است.